# JLLリテールマネジメント
JLLリテールマネジメント株式会社（ジェイエルエルリテールマネジメント）は、東京都千代田区に本社を置き、不動産業を営む日本の株式会社。旧社名はJLLモールマネジメント株式会社（ジェイエルエルモールマネジメント）。
日本全国のショッピングセンターや複合商業施設などの運営管理受託、プロパティマネジメント (PM) 、ビルマネジメント・ビルメンテナンス、商業コンサルティングなどの業務を行う。

## 概要
2002年（平成14年）8月、丹青社のグループ会社「株式会社丹青モールマネジメント」として設立された。
2015年（平成27年）2月2日、ジョーンズ・ラング・ラサール (JLL) が丹青社から丹青モールマネジメントの株式を一部取得。発行済み株式総数1,200株の70%にあたる840株を取得した。
さらに2016年（平成28年）12月15日、JLLは残り30%の株式を同日付で丹青社から取得し、完全子会社化した。これに伴い、同日付でJLLモールマネジメント株式会社へ商号変更した。
2022年11月21日付で、親会社のジョーンズ・ラング・ラサール (JLL) 日本法人の不動産運用サービス事業部リテールグループを統合し、JLLリテールマネジメント株式会社へ商号変更した。同年11月24日には本社を東京都台東区上野5丁目3番4号から東京ガーデンテラス紀尾井町 紀尾井タワーへ移転した。
既存商業施設の管理受託を多数行うほか、熊本桜町バスターミナルの商業施設「SAKURA MACHI Kumamoto」の開発など、都市再開発部門へも進出している。

## 運営管理物件
運営管理を受託する物件は、ショッピングセンターや総合スーパーなどがあり、収益の多くを郊外型ショッピングセンターが占める。2017年以降は西友の店舗や、西友が運営するショッピングセンター「ザ・モール」「リヴィン」の運営管理も受託している。

### PM

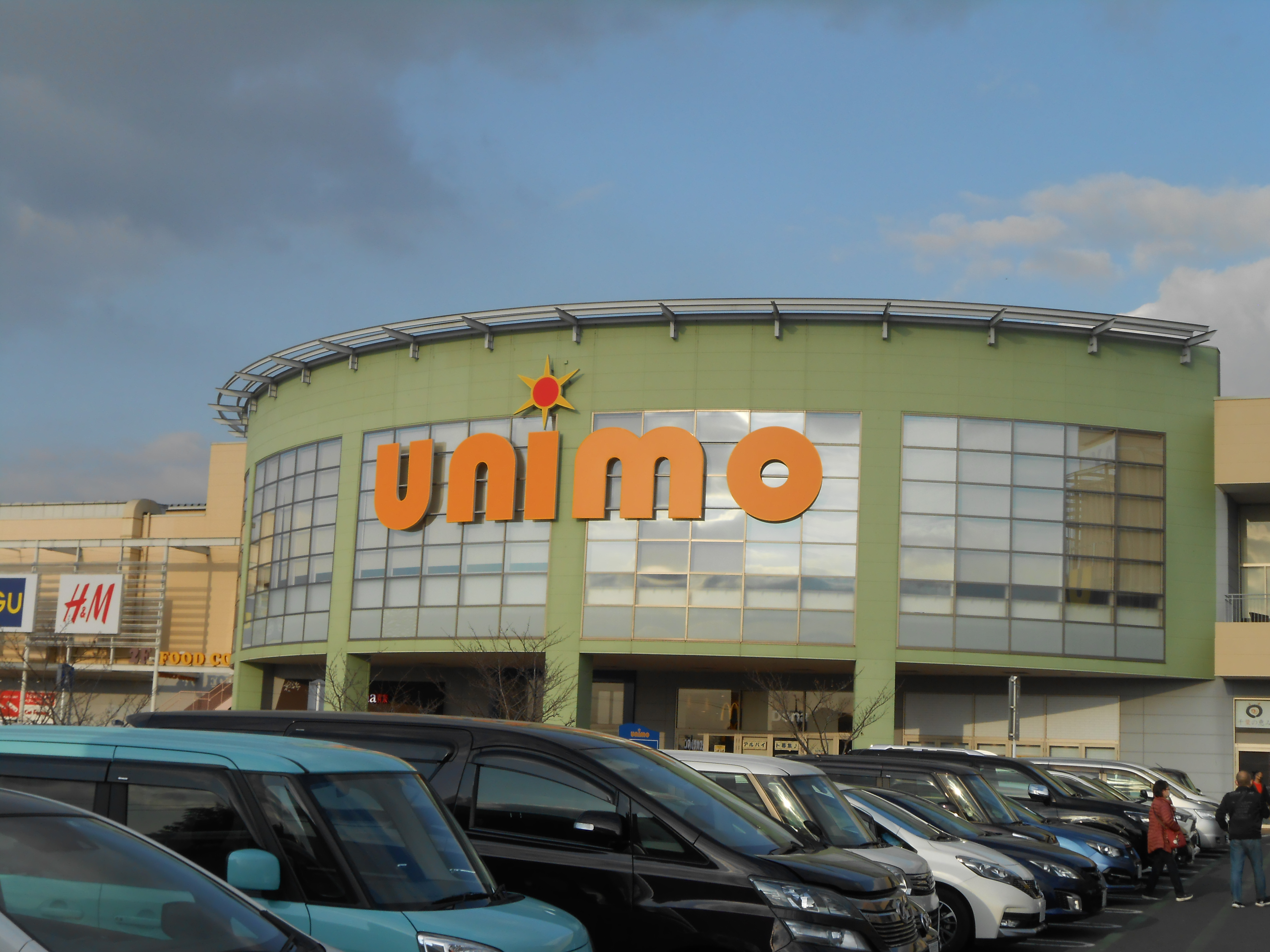
ユニモちはら台
丹青モールマネジメント時代から管理、2度のリニューアルを手掛ける

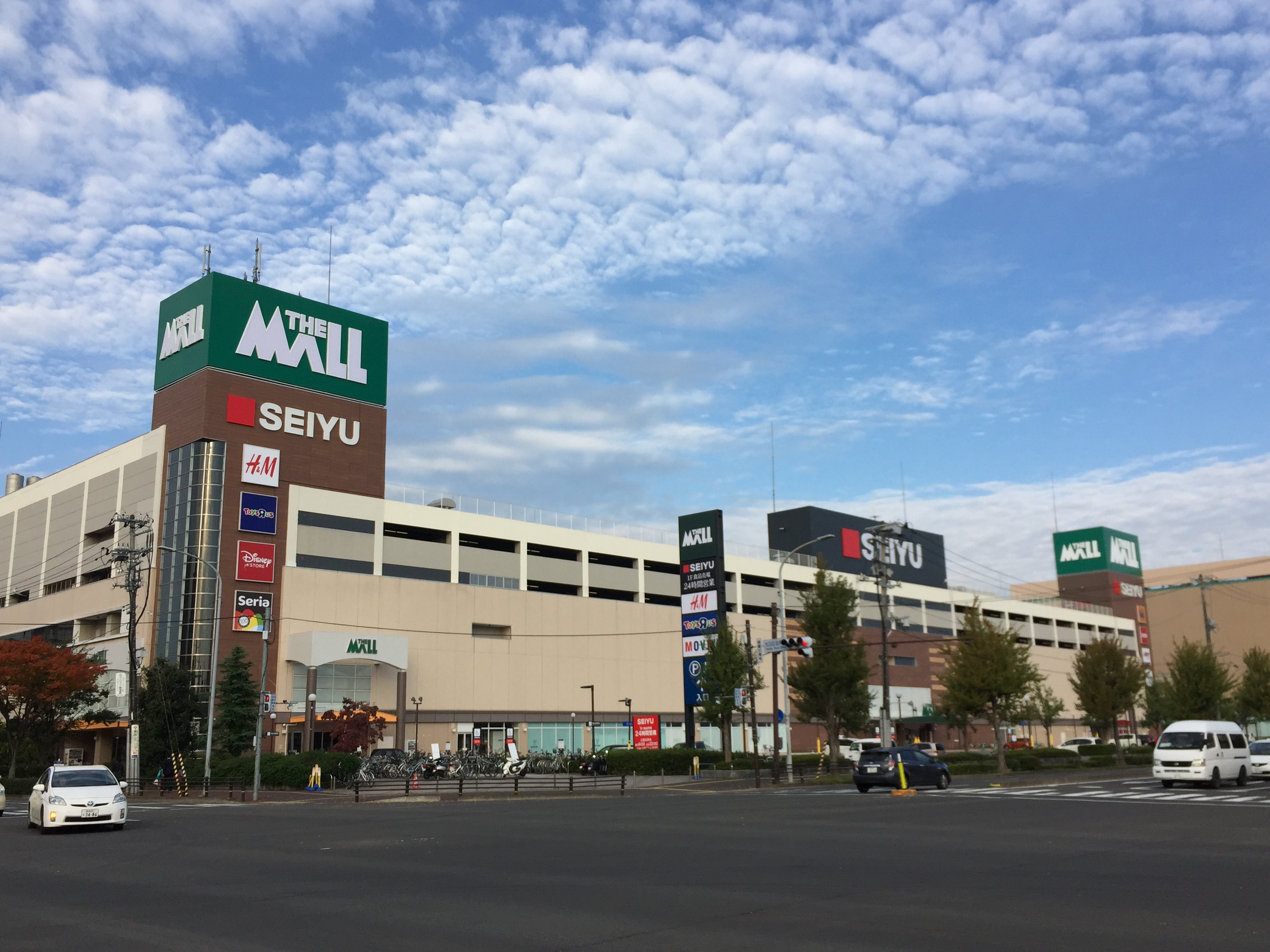
ザ・モール仙台長町
西友の物件。管理を受託しリニューアルを手掛けた

プロパティマネジメント (常駐管理型PM) では商業施設の全業務を受託し、同社スタッフにより運営管理を行う。物件は以下のとおり。
- 日本生命札幌ビル「noasis3.4」- 2006年9月受託開始（同月開業）
- ユニモちはら台 - 2008年9月受託開始
- 深川ギャザリア レストラン街 - 2009年7月受託開始
- 天王洲アイル シーフォートスクエア - 2010年9月受託開始
- コトノハコ神戸 - 2012年9月受託開始
- ブルメール舞多聞 - 2015年2月受託開始。大和システムを運営主体として開業、同社の経営破綻後に管理受託。
- ル・トロワ - 2015年9月受託開始
- ザ・モール仙台長町 - 2016年4月受託開始
- ザ・モールみずほ16 - 2017年4月受託開始、2022年2月28日をもって全館閉店。
- つくばクレオスクエア - 2018年4月受託開始
- ワンズモール - 2018年9月受託開始
- ザ・モール郡山 - 2018年11月受託開始
- OSAKA BAY TOWER - 2019年4月受託開始
- Feeeal旭川 - 2019年8月受託開始
- イコアス千城台 - 2020年4月受託開始
- ザ・モール春日 - 2020年4月1日受託開始[14]、2020年10月31日閉店（現：アクロスモール春日）
- クロスゲート金沢 - 2020年8月1日開業（オリックスグループ）[15]。開業に先駆け2020年5月に受託開始[16]。

### PMサポート
プロパティマネジメントサポート（常駐管理型PM）では、商業施設事業者と同社スタッフの協同で運営管理を行う。
- ティアラ21 - 2006年4月受託開始

### PMコンサルティング

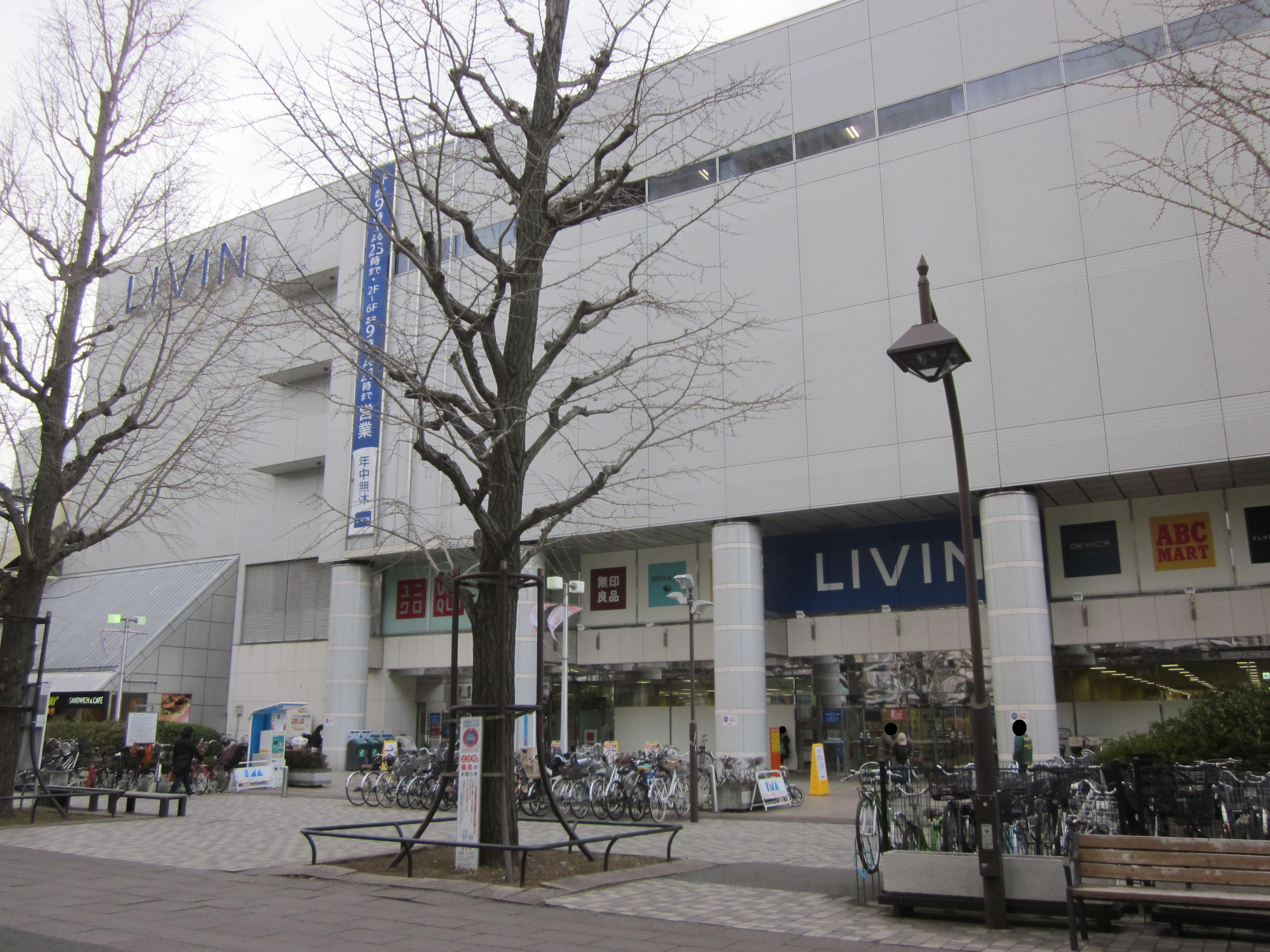
LIVIN光が丘店（光が丘IMA）

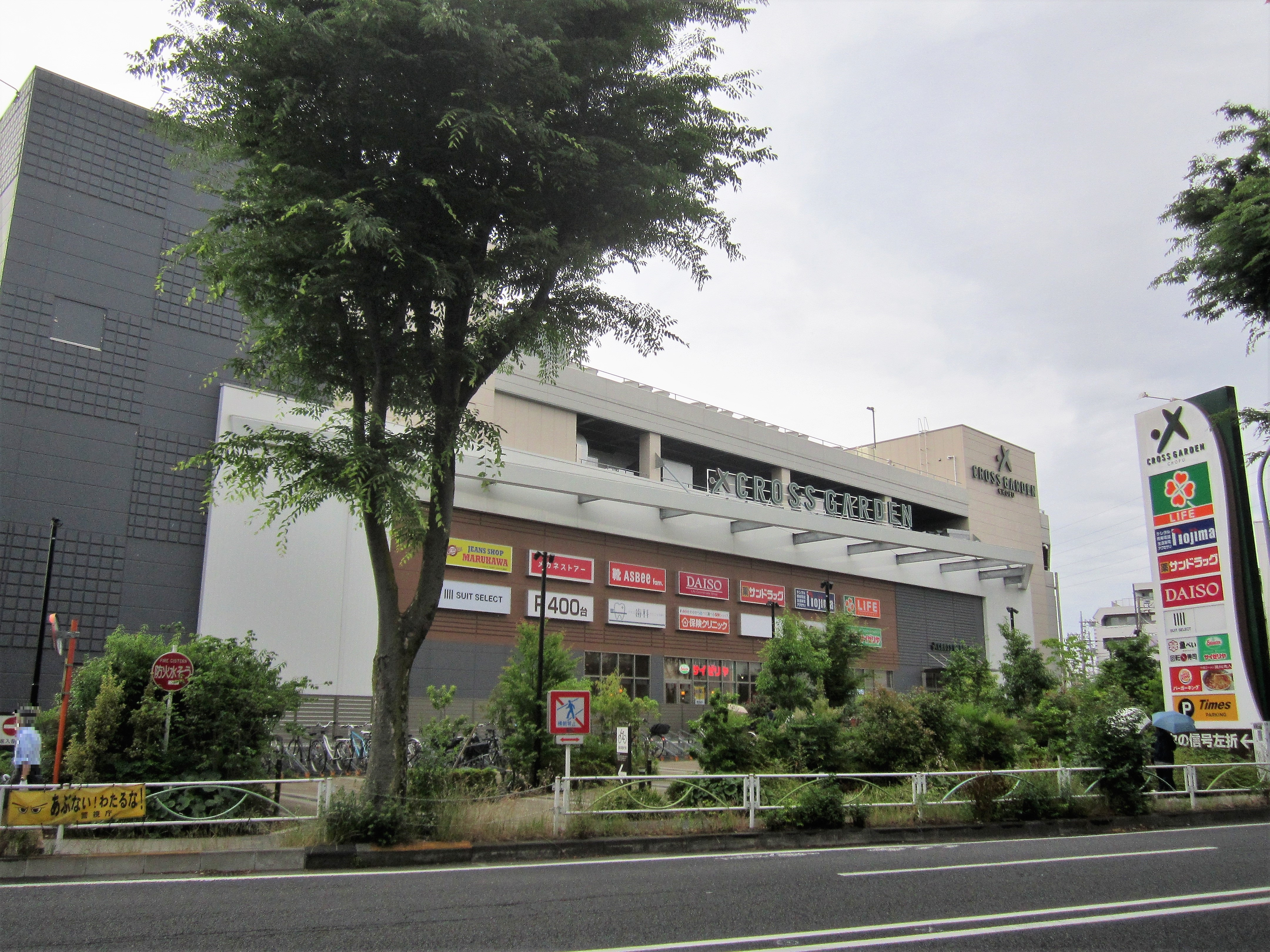
キテラタウン調布
写真はクロスガーデン調布時代（2020年5月31日撮影）

プロパティマネジメントコンサルティングでは、同社スタッフが定期巡回して商業施設の運営管理を行う。物件は以下のとおり。
- PUZZLE GINZA[17]（三菱商事都市開発[18]） - 2016年7月27日開業[18]
- 西友ひばりが丘店 - 2017年10月受託開始
- 西友上福岡店 - 2017年10月受託開始
- 西友東松山店 - 2017年10月受託開始（2025年8月31日で閉店）[19]
- 西友ひたち野うしく店 - 2017年11月受託開始
- 西友守谷店 - 2017年11月受託開始
- 西友与野店 - 2017年11月受託開始
- 西友常盤平店 - 2018年7月受託開始
- インターヴィレッジ大曲 - 2018年8月受託開始[20]
- 西友道の尾店（長崎市）- 2018年9月受託開始
- 西友伊勢崎茂呂店 - 2018年9月受託開始
- リヴィン光が丘店（光が丘IMA内）- 2018年11月受託開始
- キテラタウン調布（旧：クロスガーデン調布）- 2019年12月受託開始[21]
  - キテラタウン福岡長浜（2021年2月25日開業）の運営は、伊藤忠アーバンコミュニティが受託している[22]。
- キテラプラザ青葉台[23] - 2023年3月7日受託開始[24]（2023年3月7日開業、核テナントはオーケー[25]）

## 物件リニューアル
- ユニモちはら台[26] - プロパティマネジメント (PM) も受託[13]。
- ザ・モール仙台長町[26] - プロパティマネジメント (PM) も受託[13]。

## 都市再開発

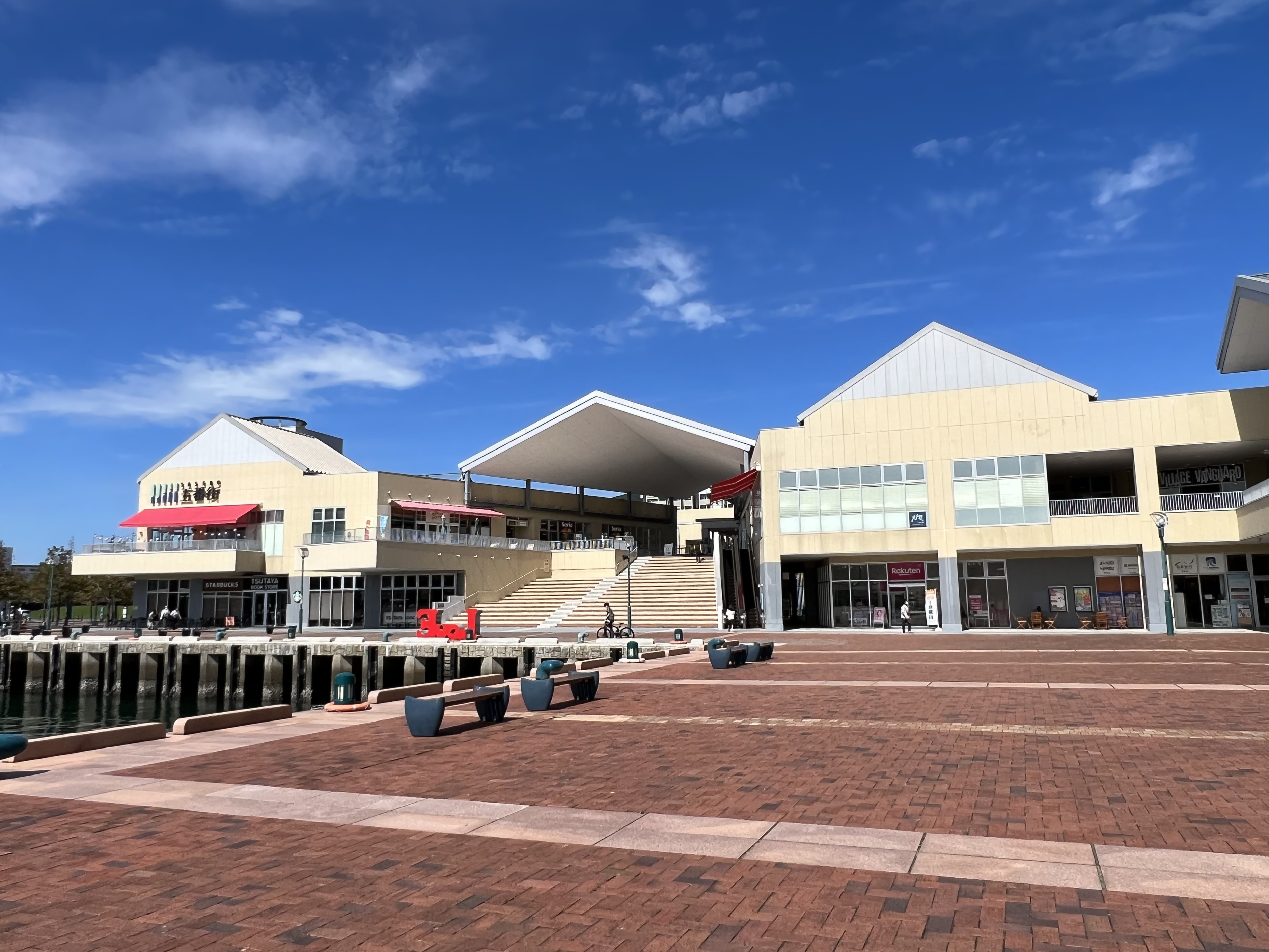
させぼ五番街
丹青モールマネジメント時代、親会社の丹青社とともに開発に参画

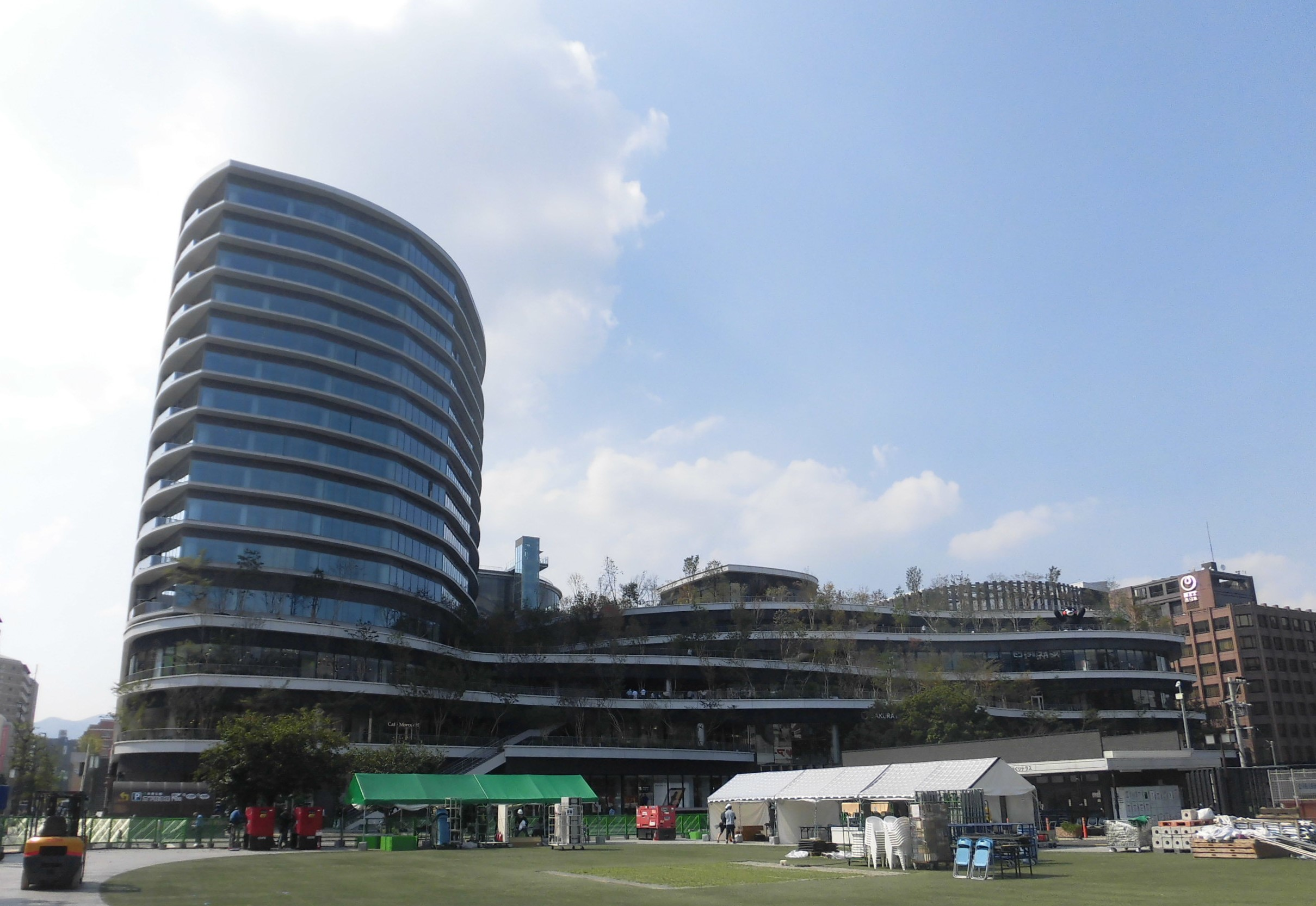
SAKURA MACHI Kumamoto
商業施設のテナント誘致などを担当

- 佐世保市三浦地区みなとまちづくり計画（佐世保駅・佐世保港周辺再開発）[27]
  - させぼ五番街[7] - 建築デザインは丹青社が手掛け[6]、丹青モールマネジメント時代に連携して開業[6]。PMサポートとして[13]、事業者の有限会社中村商事（エレナグループ）と共同運営している[7]。
- 熊本市桜町地区第一種市街地再開発事業[28][29]
  - 熊本桜町バスターミナル内商業施設「SAKURA MACHI Kumamoto」[7] - 九州産交グループと連携し、テナント誘致や施設運営計画などを担当[7]。
- 長崎スタジアムシティプロジェクト（三菱重工業長崎造船所幸町工場跡地再開発事業）[30]
  - ジャパネットホールディングスが主導し[31]、JLLリテールマネジメントは主にプロジェクトマネジメントを担当する[32]。2024年開業予定[33]。

### 海外物件
- 台湾新北市新荘副都心開発[7]
  - 2020年開業[7]。JLLモールマネジメント時代に初めて手掛けた海外物件。